# Valbo landskommun
Valbo landskommun var en tidigare kommun i Gävleborgs län. Centralort var Valbo och kommunkod 1952-1970 var 2109.

## Administrativ historik
Valbo landskommun (från början Wahlbo landskommun, därefter Walbo landskommun) inrättades den 1 januari 1863 i Valbo socken i Gästrikland  när 1862 års kommunalförordningar trädde i kraft. 
1940 överfördes området Fleräng från Valbo landskommun till Älvkarleby landskommun i Uppsala län.
Kommunen påverkades inte av kommunreformen 1952.
Den 1 januari 1965 överfördes ett område med 2 367 invånare och en areal av 132,72 kvadratkilometer land från Valbo landskommun och församling till Gävle Staffans församling och Gävle stad. Den 1 januari 1967 överfördes till Valbo landskommun och församling från Hedesunda landskommun och församling ett obebott område omfattande en areal av 0,01 km², varav allt land.
Den 1 januari 1971 uppgick Valbo landskommun i den nya Gävle kommun.

### Kyrklig tillhörighet
I kyrkligt hänseende tillhörde kommunen Valbo församling.

## Kommunvapnet
Blasonering: I fält av silver tre svarta uppsättningsmål med svävande röd låga, ordnade två och ett.
Detta vapen fastställdes av Kungl. Maj:t den 14 maj 1970. Se artikeln om Gävle kommunvapen för mer information.

## Geografi
Valbo landskommun omfattade den 1 januari 1952 en areal av 546,51 km², varav 503,61 km² land. Efter nymätningar och arealberäkningar färdiga den 1 januari 1958 omfattade landskommunen den 1 januari 1961 en areal av 543,05 km², varav 501,21 km² land.

### Tätorter i kommunen 1960
| Tätort            | Folkmängd |
| ----------------- | --------- |
| Valbo             | 4 774     |
| Gävle, del ava    | 2 489     |
| Forsbacka         | 2 220     |
| Furuvik           | 328b      |
| Skutskär, del avc | 138       |

Tätortsgraden i kommunen var den 1 november 1960 79,3 procent.

## Politik

### Mandatfördelning i valen 1938-1966
| 2 | 31 |  | 2 | 4 |

| 39 |

| 4 | 26 | 3 | 3 | 4 |

| 38 |

| 7 | 22 | 2 | 6 | 3 |

| 36 |

| 2 | 28 | 2 | 7 |  |

| 36 |

| 3 | 26 | 2 | 6 | 3 |

| 36 |

| 3 | 25 | 3 | 5 | 4 |

| 33 | 7 |

| 3 | 26 | 4 | 5 | 2 |

| 34 | 6 |

| 5 | 21 | 6 | 5 | 3 |

| 31 | 9 |

### Fotnoter
1. ↑   ( PDF) Folk- och bostadsräkningen den 1 november 1965, I. Folkmängd inom kommuner och församlingar samt kommunblock efter kön, ålder, civilstånd m.m.. Stockholm: Statistiska centralbyrån. 1966. sid. 57 & 223. Arkiverad från originalet den 24 januari 2015. https://www.webcitation.org/6VpIdxjHN?url=http://www.scb.se/Grupp/Hitta_statistik/Historisk_statistik/_Dokument/SOS/Folk_o_bostadsrakningen_1965_1.pdf. Läst 17 november 2017 Arkiverad 24 september 2015 hämtat från the Wayback Machine.
2. ↑   ( PDF) Folk- och bostadsräkningen 1970, Del 1. Befolkning i kommuner och församlingar m.m.. Stockholm: Statistiska centralbyrån. 1972. sid. 62 & 252. Arkiverad från originalet den 6 juli 2015. https://www.webcitation.org/6ZpNsyqr4?url=http://www.scb.se/Grupp/Hitta_statistik/Historisk_statistik/_Dokument/SOS/Folk_o_bostadsrakningen_1970_1.pdf. Läst 17 november 2017 Arkiverad 24 september 2015 hämtat från the Wayback Machine.
3. ↑  Per Andersson: Sveriges kommunindelning 1863-1993, Draking, Mjölby 1993, ISBN 91-87784-05-X, s. 87
4. ↑  ”Svenska Heraldiska Föreningens vapendatabas”. Arkiverad från originalet den 18 oktober 2012. https://web.archive.org/web/20121018011750/http://databas.heraldik.se/index.php. Läst 6 januari 2011.
5. ↑   (PDF) Folkräkningen den 31 december 1950, I, Areal och folkmängd inom särskilda förvaltningsområden m.m., Tätorter. Stockholm: Statistiska centralbyrån. 1952-05-19. sid. 104. Arkiverad från originalet den 1 oktober 2014. https://www.webcitation.org/6T09ZkyrB?url=http://www.scb.se/Grupp/Hitta_statistik/Historisk_statistik/_Dokument/SOS/Folkrakningen_1950_1.pdf. Läst 9 oktober 2014 Arkiverad 29 oktober 2013 hämtat från the Wayback Machine.
6. ↑   ( PDF) Folkräkningen den 1 november 1960, I, Folkmängd inom kommuner och församlingar efter kön, ålder, civilstånd m.m.. Stockholm: Statistiska centralbyrån. 1961. sid. 53 & 203. Arkiverad från originalet den 15 juli 2015. https://www.webcitation.org/6a1zkRbkC?url=http://www.scb.se/Grupp/Hitta_statistik/Historisk_statistik/_Dokument/SOS/Folkrakningen_1960_01.pdf. Läst 16 november 2017 Arkiverad 14 oktober 2013 hämtat från the Wayback Machine.
7. ↑   ( PDF) Folkräkningen den 1 november 1960, II, Folkmängd inom tätorter efter kön, ålder och civilstånd.. Stockholm: Statistiska centralbyrån. 1961. sid. 26. Arkiverad från originalet den 29 juni 2015. https://www.webcitation.org/6ZeEB9Ija?url=http://www.scb.se/Grupp/Hitta_statistik/Historisk_statistik/_Dokument/SOS/Folkrakningen_1960_02.pdf. Läst 16 november 2017 Arkiverad 24 september 2015 hämtat från the Wayback Machine.
8. ↑  SCB Folk- och bostadsräkningen 1965 del 2 sida 142 i pdf:en